# Henry FitzRoy Somerset, X duca di Beaufort
Henry Hugh Arthur FitzRoy Somerset, X duca di Beaufort (Hamilton, 4 aprile 1900 – Badminton, 5 febbraio 1984), è stato un nobile inglese.

## Biografia
Era il figlio di Henry Somerset, IX duca di Beaufort, e di sua moglie, Louise Emily Harford. Studiò presso l'Eton College e al Royal Military College di Sandhurst e in seguito entrò nel Royal Horse Guards.

## Carriera
Beaufort lasciò l'esercito dopo alcuni anni con il grado di tenente. È stato colonnello onorario del 21st (Royal Gloucestershire Hussars) Armoured Car Company (1969-1971) e colonnello onorario del Royal Wessex Yeomanry (1971-1984) e del Warwickshire Yeomanry (1971-1972).
Beaufort è stato Master of the Horse (1936-1978) di Edoardo VIII, Giorgio VI e Elisabetta II. Come tale ha partecipato a funzioni reali come, ad esempio, nel 1947, alle nozze della principessa Elisabetta e Filippo, Duca di Edimburgo.
Era Steward di Tewkesbury (1948-1984), Custode di Raglan Castle, Lord Luogotenente di Bristol (1931-1974) e Lord High Steward di Bristol, Tewkesbury e Gloucestershire. Ha inoltre ricoperto la carica di Lord luogotenente del Gloucestershire (1931-1984) ed è stato Cancelliere dell'Università di Bristol (1965-1970).

## Matrimonio
Sposò, il 14 giugno 1923, Lady Victoria Constance Mary Cambridge (1897-1987), figlia di Adolfo Cambridge, I marchese di Cambridge e nipote della regina Mary. Non ebbero figli.

## Morte
Morì il 5 febbraio 1984, all'età di 83 anni, a Badminton House, Londra. Fu sepolto al St Michael and All Angels Church.
Alla sua morte, le baronie di Botetourt e Herbert caddero in sospeso tra i diversi discendenti della sorella maggiore, Lady Blanche Linnie Douglas. I suoi altri titoli passati a un suo lontano cugino, David.

## Ascendenza
|                                                       |                       |                                   | Genitori                                 |  |  | Nonni |  |  | Bisnonni                             |  |  | Trisnonni                                   |  |
|                                                       |                       |                                   |                                          |  |  |       |  |  | Henry Somerset, VII duca di Beaufort |  |  | Henry Charles Somerset, VI duca di Beaufort |  |
|                                                       |                       |                                   |                                          |  |  |       |  |  | Henry Somerset, VII duca di Beaufort |  |  | Henry Charles Somerset, VI duca di Beaufort |  |
|                                                       |                       | Charlotte Sophia Leveson-Gower    |                                          |  |  |       |  |  | Henry Somerset, VII duca di Beaufort |  |  |                                             |  |
| Henry Charles FitzRoy Somerset, VIII duca di Beaufort |                       |                                   |                                          |  |  |       |  |  | Henry Somerset, VII duca di Beaufort |  |  |                                             |  |
|                                                       |                       | Emily Frances Smith               | Charles Culling Smith                    |  |  |       |  |  |                                      |  |  |                                             |  |
|                                                       |                       | Emily Frances Smith               | Charles Culling Smith                    |  |  |       |  |  |                                      |  |  |                                             |  |
|                                                       |                       | Emily Frances Smith               | Anne Wesley                              |  |  |       |  |  |                                      |  |  |                                             |  |
| Henry Somerset, IX duca di Beaufort                   |                       | Emily Frances Smith               |                                          |  |  |       |  |  |                                      |  |  |                                             |  |
|                                                       |                       | Richard Curzon-Howe, I conte Howe | Penn Assheton Curzon                     |  |  |       |  |  |                                      |  |  |                                             |  |
|                                                       |                       | Richard Curzon-Howe, I conte Howe | Penn Assheton Curzon                     |  |  |       |  |  |                                      |  |  |                                             |  |
|                                                       |                       | Richard Curzon-Howe, I conte Howe | Sophia Charlotte Howe, II baronessa Howe |  |  |       |  |  |                                      |  |  |                                             |  |
| Georgiana Charlotte Curzon-Howe                       |                       | Richard Curzon-Howe, I conte Howe |                                          |  |  |       |  |  |                                      |  |  |                                             |  |
|                                                       |                       | Harriet Brudenell                 | Robert Brudenell, VI conte di Cardigan   |  |  |       |  |  |                                      |  |  |                                             |  |
|                                                       |                       | Harriet Brudenell                 | Robert Brudenell, VI conte di Cardigan   |  |  |       |  |  |                                      |  |  |                                             |  |
|                                                       |                       | Harriet Brudenell                 | Penelope Cooke                           |  |  |       |  |  |                                      |  |  |                                             |  |
| Henry FitzRoy Somerset, X duca di Beaufort            |                       | Harriet Brudenell                 |                                          |  |  |       |  |  |                                      |  |  |                                             |  |
|                                                       | William Henry Harford | John Scandrett Harford            |                                          |  |  |       |  |  |                                      |  |  |                                             |  |
|                                                       | William Henry Harford | John Scandrett Harford            |                                          |  |  |       |  |  |                                      |  |  |                                             |  |
|                                                       | William Henry Harford | Mary Gray                         |                                          |  |  |       |  |  |                                      |  |  |                                             |  |
| William Henry Harford                                 | William Henry Harford |                                   |                                          |  |  |       |  |  |                                      |  |  |                                             |  |
|                                                       |                       | Emily King                        | John King                                |  |  |       |  |  |                                      |  |  |                                             |  |
|                                                       |                       | Emily King                        | John King                                |  |  |       |  |  |                                      |  |  |                                             |  |
|                                                       |                       | Emily King                        | …                                        |  |  |       |  |  |                                      |  |  |                                             |  |
| Louise Emily Harford                                  |                       | Emily King                        |                                          |  |  |       |  |  |                                      |  |  |                                             |  |
|                                                       |                       | William Tower                     | …                                        |  |  |       |  |  |                                      |  |  |                                             |  |
|                                                       |                       | William Tower                     | …                                        |  |  |       |  |  |                                      |  |  |                                             |  |
|                                                       |                       | William Tower                     | …                                        |  |  |       |  |  |                                      |  |  |                                             |  |
| Ellen Tower                                           |                       | William Tower                     |                                          |  |  |       |  |  |                                      |  |  |                                             |  |
|                                                       |                       | …                                 | …                                        |  |  |       |  |  |                                      |  |  |                                             |  |
|                                                       |                       | …                                 | …                                        |  |  |       |  |  |                                      |  |  |                                             |  |
|                                                       |                       | …                                 | …                                        |  |  |       |  |  |                                      |  |  |                                             |  |
|                                                       |                       | …                                 |                                          |  |  |       |  |  |                                      |  |  |                                             |  |